# Tridenctònids
Els tridenctònids (Tridenchthoniidae) formen una família de pseudoescorpins dins la superfamília dels ctonioïdeus (Chthonioidea).
La família consta de 17 gèneres:
- Anaulacodithella
- Anisoditha
- Cecoditha
- Chelignathus
- Compsaditha
- Cryptoditha
- Ditha
- Dithella
- Haploditha
- Heterolophus
- Neoditha
- Pycnodithella
- Sororoditha
- Tridenchthonium
- Tyhloditha
- Verrucaditha
- Verrucadithella